# Pere Clasquerí
Pere de Clasquerí (? - 10 de janeiro de 1380) foi um clérigo catalão do século XIV, Arcebispo de Tarragona e Patriarca Titular de Antioquia.

## Biografia
De família catalã, Pere obteve doutorado in utroque iure e foi cônego de Barcelona. Também é nomeado como Pedro Amariz.
Nomeado Bispo de Huesca em 3 de dezembro de 1348, no pontificado do Papa Clemente VI, e ordenado bispo em 29 de março de 1349, na Catedral de Barcelona, por Antonio de Alexandria, OFM, Arcebispo titular de Hierápolis na Frígia, assistido por Adan o Juan Astense, Bispo Titular de Abida, e Arnaldo Biscales, O. Carm., Bispo de Galtelli.
Foi promovido para Tarragona em 30 de outubro de 1357, durante o governo do Papa Inocêncio VI. Assumiu a sé em fevereiro de 1358.
No mês de agosto seguinte compareceu aos tribunais realizados em Barcelona, onde se destacou de forma notável. O rei Pedro de Aragão o teve como conselheiro. Recebeu o título de Patriarca de Antioquia, em 27 de agosto de 1375, durante o pontificado de Papa Gregório XI.
Clasquerí convocou três conselhos provinciais (1354, 1368, 1369) e quatro sínodos diocesanos. Construiu partes da muralha de Tarragona, bem como a capela absidal da Sé Catedral dedicada à Virgem Maria, conhecida como Capela dos Alfaiates. Nomeou examinadores das obras de Ramon Llull (1372), postas em disputa pelo inquisidor Nicolau Eimeric.
Defendeu tenazmente os direitos de Mitra contra as reivindicações dos moradores da cidade, e os incidentes deste processo o levaram ao tribunal de Avinhão, onde o papa decidiu a seu favor. Foi um apoiador do Papa Clemente VII de Avinhão.
Faleceu no regresso de Avinhão, na cidade de Agde. Oito anos depois, os seus restos mortais foram transladados para Tarragona e depositados numa urna na parede da Capela dos Alfaiates, junto à Epístola da Catedral.